# بعثة كرولاك ومندنهول

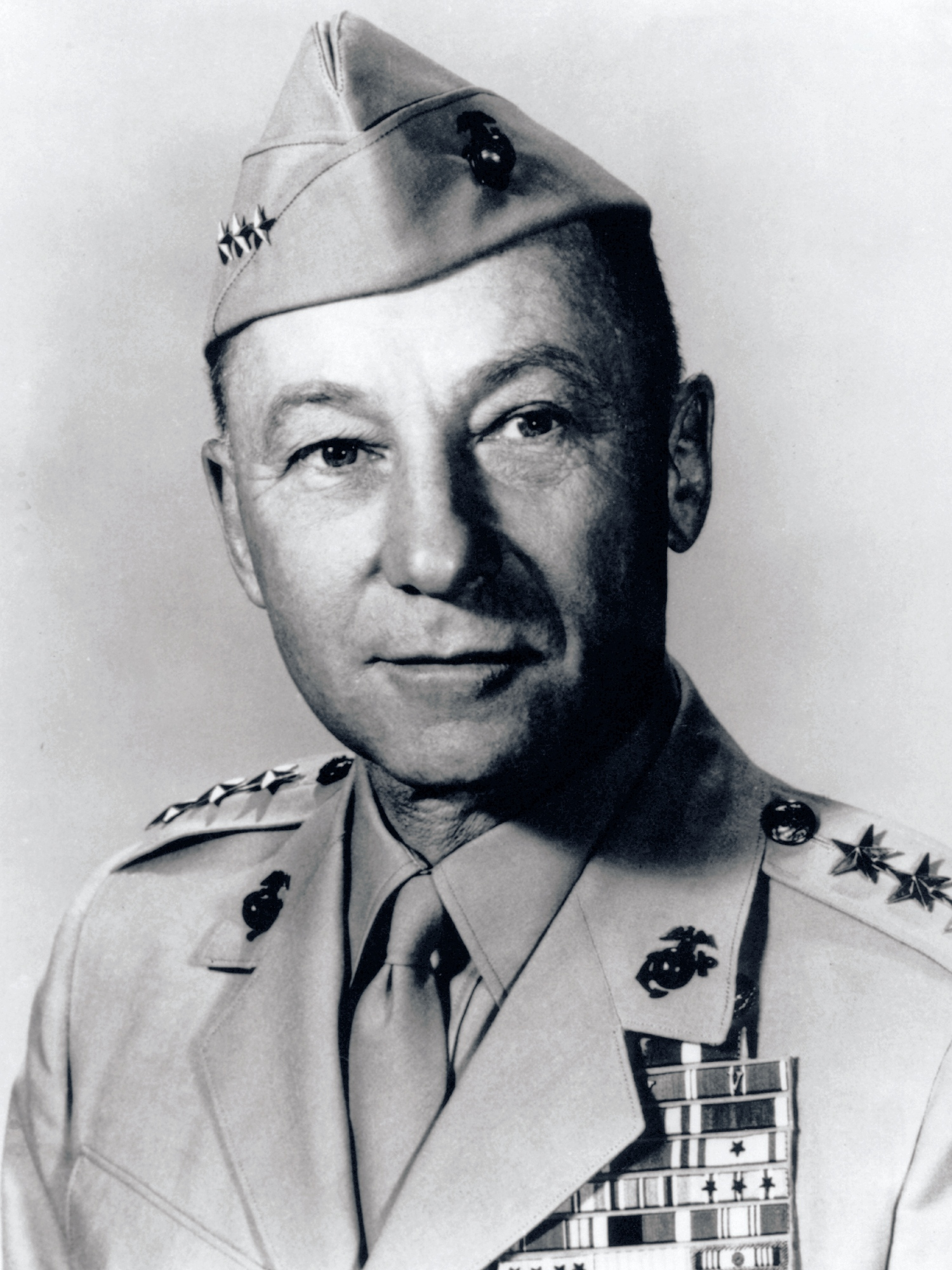
جنرال مشاة البحرية الأمريكية الجنرال فيكتور كرولاك

مهمة كرولاك ومندنهول (بالإنجليزية: Krulak–Mendenhall mission)‏ كانت بعثة لتقصي الحقائق أرسلتها إدارة كينيدي إلى جنوب فيتنام في أوائل أيلول 1963. كان الغرض المعلن للرحلة الاستكشافية هو التحقيق في تقدم الحرب من قبل النظام الفيتنامي الجنوبي، ومستشاريه العسكريين الأمريكيين ضد تمرد الفيتكونغ. قاد البعثة فيكتور كرولاك وجوزيف ميندنهال وكان كرولاك لواءً في سلاح مشاة البحرية الأمريكية، بينما كان مندنهول أحد كبار مسؤولي السلك الدبلوماسي من ذوي الخبرة في التعامل مع الشؤون الفيتنامية.
بدأت الرحلة السريعة التي استمرت أربعة أيام في 6 أيلول 1963 وهو نفس يوم اجتماع مجلس الأمن القومي وجاءت في أعقاب العلاقات المتوترة بشكل متزايد بين الولايات المتحدة وفيتنام الجنوبية. اجتاحت اضطرابات مدنية جنوب فيتنام حيث تصاعدت المظاهرات البوذية ضد التمييز الديني لنظام الرئيس نجو آن ديوم الكاثوليكي وبعد الغارات على المعابد البوذية في 21 آب والتي خلفت عددا من القتلى وصل إلى بضع مئات. سمحت الولايات المتحدة بإجراء تحقيقات في انقلاب محتمل من خلال برقية أرسلها إلى السفير الأمريكي هنري كابوت لودج جونيور.
في تقريرهما إلى مجلس الأمن القومي، قدم كرولاك وصفا متفائلًا عن تقدم الحرب بينما قدم مندنهول صورة قاتمة للفشل العسكري والاستياء العام. تجاهل كرولاك الدعم الشعبي للفيتكونغ وشعر أن جهود الجنود الفيتناميين في الميدان لن تتأثر بعدم ارتياح الجمهور لسياسات دييم بينما ركز مندنهول على قياس مشاعر الفيتناميين الحضريين وخلص إلى أن سياسات ديام زادت من احتمال نشوب حرب أهلية دينية وأبرز اعتقاد الفيتناميين الجنوبيين بأن الحياة في ظل الفيتكونغ ستحسن نوعية حياتهم. دفع التقريران المتباينان الرئيس الأمريكي جون كينيدي إلى سؤال مستشاريه: «أنتما قمتما بزيارة نفس البلد أليس كذلك؟»
أدت الخلاصة المختلفة للتقريرين إلى احتدام الجدل بين كبار مستشاري كينيدي فنوقشت مسارات مختلفة من العمل تجاه فيتنام مثل دعم تغيير النظام أو اتخاذ سلسلة من التدابير الانتقائية المصممة لشل تأثير ناجو تينها نيها شقيق ديم وكبير المستشارين السياسيين، وكان يُنظر إلى نهو وزوجته مدام نغو أونه على أنهما السببان الرئيسيان للمشاكل السياسية في جنوب فيتنام. أسفرت النتيجة غير الحاسمة لبعثة كرولاك ومندنهول عن ايفاد السيد ناماري تايلور في مهمة متابعة.

## خلفية
بعد إطلاق النار على Huế Phật Đản في 8 مايو اندلعت اضطرابات مدنية في جنوب فيتنام وأطلق النظام الكاثوليكي الروماني للرئيس نجون دييم النار على تسعة بوذيين بعد تحديه لحظر حكومي على رفع الأعلام البوذية في فيساك لعيد ميلاد غوتاما بوذا والسير في مظاهرة مناهضة للحكومة وبعد إطلاق النار بدأ القادة البوذيون في الضغط على ديم من أجل المساواة الدينية والتعويض والعدالة لعائلات الضحايا مع استمرار تمرد ديم وتصاعدت الاحتجاجات أصبح التضحية بالنفس للراهب البوذي Thích Quảng Đức عند تقاطع مزدحم في سايغون كارثة علاقات عامة لنظام دييم حيث تصدرت صور الحدث عناوين الصحف في جميع أنحاء العالم وأصبحت رمزًا لسياسات ديم مع استمرار الاحتجاجات نفذت القوات الخاصة التابعة لجيش جمهورية فيتنام الموالية لشقيق ديام نجو أونه نهو غارات Xá Lợi Pagoda في 21 أغسطس مما أسفر عن سقوط عدد من القتلى يصل إلى عدة مئات وتسبب في أضرار جسيمة في ظل إعلان الأحكام العرفية وإغلاق الجامعات والمدارس الثانوية وسط احتجاجات جماهيرية مؤيدة للبوذية. في غضون ذلك بدأ القتال ضد تمرد الفيتكونغ يفقد قوته وسط شائعات عن الاقتتال الطائفي بين قوات جيش جمهورية فيتنام تفاقمت الأمور مع التخطيط لانقلاب من قبل العديد من ضباط جيش جمهورية فيتنام مما صرف الانتباه عن التمرد وبعد غارات الباغودا أرسلت إدارة كينيدي كابل 243 إلى السفارة الأمريكية في سايغون تأمر باستكشاف إمكانيات إيجاد قيادة بديلة.

## البدء والرحلات الاستكشافية
في نهاية اجتماع مجلس الأمن القومي في 6 سبتمبر تم الاتفاق على أن الأولوية هي الحصول على مزيد من المعلومات حول الوضع في فيتنام واقترح وزير الدفاع الأمريكي روبرت ماكنمارا وإرسال اللواء فيكتور كرولاك من مشاة البحرية في رحلة فورية لتقصي الحقائق وافق مجلس الأمن القومي على أن يرافقه جوزيف ميندنهال موظف في السلك الدبلوماسي لديه خبرة في فيتنام وبدأ الاثنان المهمة في وقت لاحق من ذلك اليوم.
في رحلة عودتهم إلى واشنطن العاصمة حيث كان على كرولاك وميندنهال إحضار جون ميكلين وروفوس فيليبس من سايغون لتقديم تقرير وشغل ميكلين منصب مدير خدمة المعلومات الأمريكية وبينما عمل فيليبس كمدير للبرامج الريفية لبعثة العمليات الأمريكية ومستشارًا لبرنامج هاملت الاستراتيجي و  أرسلت وزارة الخارجية إلى سفارة سايغون برقية مفصلة تحتوي على أسئلة حول الرأي العام الفيتنامي عبر جميع طبقات المجتمع وعلى حد تعبير كرولاك كان الهدف هو مراقبة «تأثير الأحداث الأخيرة على مواقف الفيتناميين عمومًا وعلى المجهود الحربي ضد فيت كونغ».
في رحلة استغرقت أربعة أيام سافر الرجلان في جميع أنحاء فيتنام قبل العودة إلى واشنطن لتقديم تقاريرهما وزار كرولاك 10 مواقع في جميع مناطق الفيلق الأربعة في الجيش الفيتنامي وتحدث مع السفير الأمريكي هنري كابوت لودج الابن وقائد القوات الأمريكية في فيتنام الجنرال بول هاركينز وطاقمه و 87 مستشارًا أمريكيًا و 22 من ضباط جيش جمهورية فيتنام وذهب مندنهال إلى سايغون وهوي ودا نانغ والعديد من مدن المقاطعات الأخرى وتحدث بشكل أساسي إلى الأصدقاء الفيتناميين حيث كانت تقديراتهم للوضع عكس ذلك عندها كتب ميكلين بعد ذلك أنه «كان مهمة رائعة السفر 24 ألف ميل وتقييم وضع معقد مثل فيتنام والعودة في غضون أربعة أيام فقط ولقد كان أحد أعراض الحالة التي كانت عليها حكومة الولايات المتحدة». تميزت البعثة بالتوتر بين قادتها. كره ميندنهال وكرولاك بعضهما البعض بشدة ولم يتحدثا إلى بعضهما البعض إلا عند الضرورة. تورط ميكلين وكرولاك في نزاع خلال رحلة العودة. لم يوافق كرولاك على قرار ميكلين بإعادة لقطات تلفزيونية خاضعة للرقابة من قبل نظام ديام إلى الولايات المتحدة، معتقدة أن هذا الإجراء كان انتهاكًا للسيادة بعد جدال طويل ومرير على متن الطائرة ودعا كرولاك ميكلين إلى ترك الفيلم في ألاسكا أثناء توقف للتزود بالوقود في قاعدة إلمندورف الجوية مما يشير كذلك إلى أن يبقى مخرج خدمة المعلومات الامريكية مع الفيلم في ألاسكا.

## الإبلاغ واستخلاص المعلومات

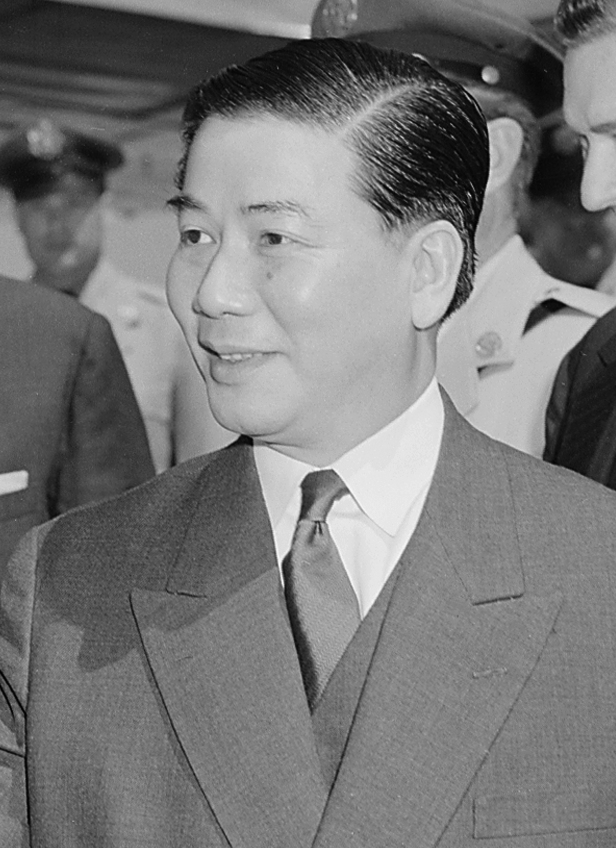
الرئيس نجو أونه ديم رئيس فيتنام الجنوبية

اجتمع مجلس الأمن القومي مجددًا في صباح يوم 10 أيلول للاستماع إلى تقارير الوفد وكان مندنهال لديه خبرة في الشؤون الفيتنامية وبعد أن خدم في عهد السفير الأمريكي السابق إلبريدج دوربرو كان دوربرو قد حث ديام في عدد من المناسبات على تنفيذ الإصلاح السياسي كان كرولاك أحد أفراد مشاة البحرية المعروف بإيمانه باستخدام العمل العسكري لتحقيق أهداف الشؤون الخارجية أكسبته مزاجه لقب «بروت» والذي نشأ من مسيرته في المصارعة في الأكاديمية البحرية و  أشار نائب وزير الدفاع روزويل جيلباتريك إلى أن ميندنهال كان يُنظر إليه «بريبة كبيرة على جانب فيرجينيا من النهر [البنتاغون ومقر وزارة الدفاع]» بينما كان كرولاك «محبوبًا وموثوقًا به عالميًا في البنتاغون وعلى الصعيدين المدني والعسكري».
انعكست خلفيات كرولاك وميندنهال في تحليليهما المتعارضين للحرب وقدم كرولاك تحليلاً متفائلاً للغاية للتقدم العسكري واستبعد تأثير الأزمة البوذية على معركة جيش جمهورية فيتنام ضد فيت كونغ وكان استنتاجه أن «شن الحرب ما زالت مستمرة بوتيرة مذهلة ولقد تأثرت سلبًا بالأزمة السياسية ولكن التأثير لم يكن كبيرًا»

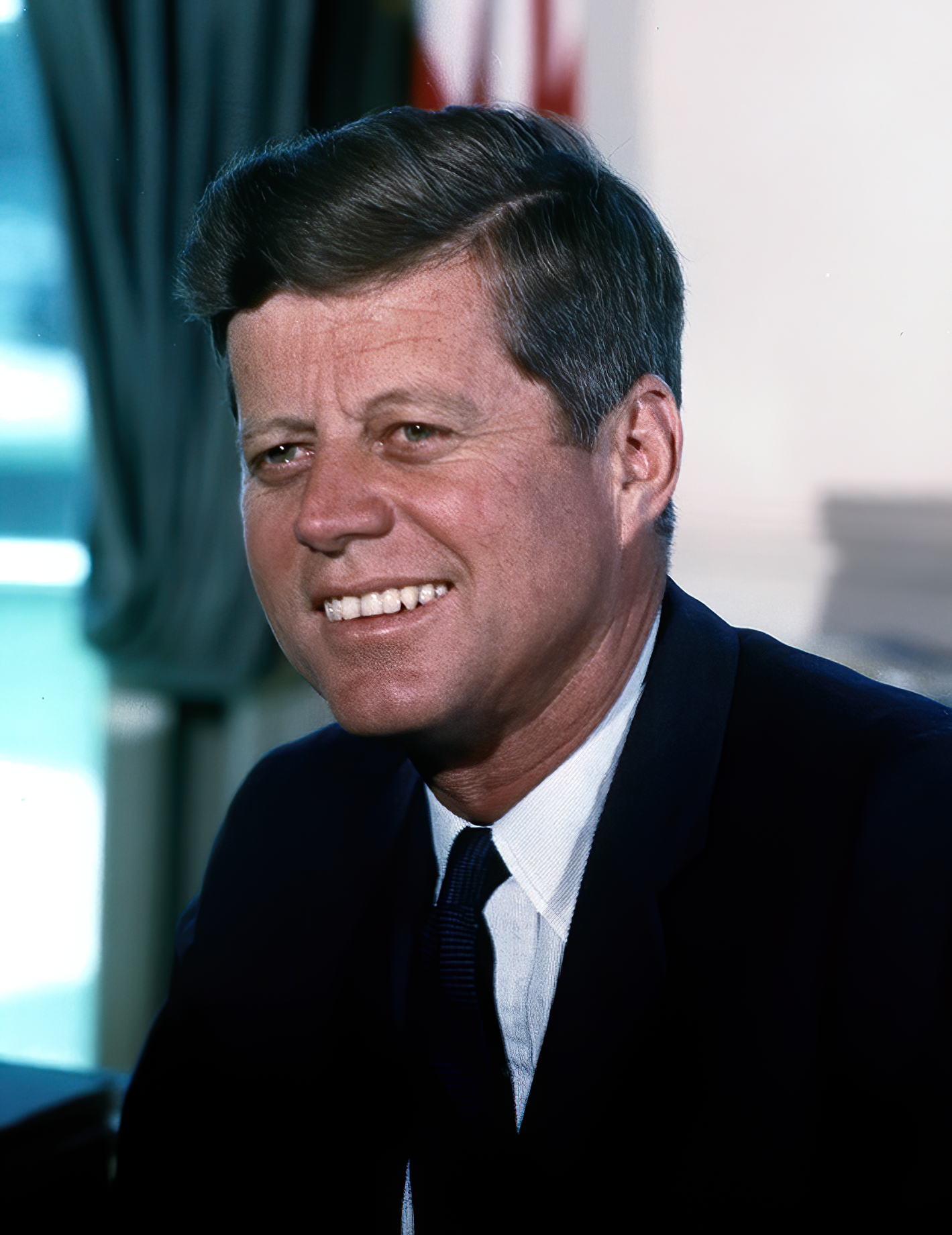
رئيس الولايات المتحدة جون ف.كينيدي

وأكد كرولاك أن قدرًا كبيرًا من القتال لا يزال مطلوبًا لا سيما في دلتا ميكونغ والتي كانت تعتبر أقوى منطقة في فيت كونغ. أكد كرولاك أن جميع مستويات ضباط جيش جمهورية فيتنام كانوا مدركين للأزمة البوذية ولكنه اعتقد أن معظمهم لم يسمحوا للمعتقدات الدينية بالتأثير سلبًا على علاقاتهم العسكرية الداخلية إلى حد كبير. وأعرب عن اعتقاده أن ضباط جيش جمهورية فيتنام مطيعون ويمكن أن يتوقع منهم تنفيذ أي أمر يعتبرونه قانونيًا. وأكد كرولاك كذلك أن الأزمة السياسية لم تضر كثيرًا بالعلاقات العسكرية الثنائية. بالانتقال إلى وجهة النظر الفيتنامية عن قادتهم تنبأ كرولاك بوجود استياء بين الضباط والذي يعتقد أنه موجه أساسًا إلى نجو أونه نهو الأخ الأصغر لديوم الذي كان يُنظر إليه على نطاق واسع على أنه القوة الكامنة وراء النظام. يعتقد كرولاك أن معظم الضباط أرادوا رؤية الجزء الخلفي من نهو لكن القليل منهم كانوا على استعداد للجوء إلى الانقلاب. أفاد كرولاك أن ثلاثة مستشارين أمريكيين انتقدوا نهوس بشدة ودعوا إلى رحيلهم من جنوب فيتنام لتجنب كارثة العلاقات العامة في الأمم المتحدة. شعر كرولاك أن هذه المشاكل طغى عليها ما اعتقد أنه جهد عسكري ناجح وأن الحرب ستنتصر بغض النظر عن القيادة السياسية. وتوقع أن الجيش الفيتنامي ليس لديها قدرة كبيرة على تسهيل تحسين الحكم وشعر أنهم لن يثنوا أي عضلات لديهم. واختتم كرولاك بتفاؤل «باستثناء العوامل السياسية والعسكرية الخطيرة للغاية خارج فيتنام وسيتم كسب حرب الفيتكونغ إذا تم متابعة البرامج العسكرية والاجتماعية الأمريكية الحالية بغض النظر عن العيوب الخطيرة في النظام الحاكم». اختلف مندنهال وجادل بأن المشاعر المعادية لديم وصلت إلى مستوى كان انهيار الحكم المدني فيه ممكنًا. تحدث عن «عهد الإرهاب» في سايغون وهوي ودا نانغ مشيرًا إلى أن الكراهية الشعبية التي كانت محفوظة في العادة لنهوس قد انتشرت إلى ديام المحترم عمومًا. أكد مندنهال أن العديد من الفيتناميين أصبحوا يعتقدون أن الحياة في ظل ديم أسوأ من أن يحكمها الفيتكونغ. اعتقد مندنهال أن الحرب الأهلية على أسس دينية ممكنة. وتوقع أنه لا يمكن كسب الحرب إلا بتغيير النظام وإلا ستنهار فيتنام الجنوبية إلى صراع طائفي داخلي أو هجوم شيوعي واسع النطاق. دفعت الطبيعة المتناقضة للتقارير إلى استفسار كينيدي الشهير «لقد زرت نفس البلد أليس كذلك؟» 

### النقاش
حاول كرولاك شرح التقييمات المتناقضة بالإشارة إلى أن ميندنهال قد أجرى مسحًا للمناطق الحضرية بينما غامر بالذهاب إلى الريف «حيث توجد الحرب». وأكد كرولاك أن القضايا السياسية في سايغون لن تعيق التقدم العسكري قائلاً «يمكننا أن نتأرجح لننتصر في الحرب مع بقاء نهو في السيطرة». وأكد مساعد وزيرة الخارجية روجر هيلسمان أن الاختلاف بين التقارير المتناقضة «هو الاختلاف بين وجهة نظر عسكرية وسياسية». خلال النقاش حول الاختلافات في النظرة العامة وأكد مندنهال أن سايغون عانت من «انهيار كامل تقريبًا» في أعقاب غارات الباغودا. أفاد مندنهال أن الموظفين العموميين الفيتناميين يخشون رؤيتهم مع الأمريكيين. وتذكر إحدى الزيارات عندما اضطر إلى التزام الصمت بينما كان مضيفه الفيتنامي يتسلل في أرجاء الغرفة بحثًا عن ميكروفونات مخفية. أكد ميندنهال أن «سايغون كانت مليئة بجو الخوف والكراهية» وأن الناس يخشون ديم أكثر من فيت كونغ. وذكر أن العديد من الموظفين العموميين لم يعودوا ينامون في المنزل بسبب الخوف من الاعتقالات منتصف الليل من قبل شرطة نهو السرية. قضى العديد من المسؤولين مؤخرًا الجزء الأكبر من يومهم في التفاوض على إطلاق سراح أطفالهم، الذين سُجنوا لمشاركتهم في الاحتجاجات المؤيدة للبوذية. أكد مندنهال أن الاضطرابات الداخلية أصبحت الآن أولوية أعلى من الحرب ضد الشيوعيين.
شجب ميندنهال مصالحة سايغون وإيماءات حسن النية تجاه البوذيين باعتبارها حيلة علاقات عامة. وذكر أن الرهبان من مناطق المقاطعات الذين قُبض عليهم في سايغون بسبب التظاهر لم يُعادوا إلى أماكنهم الأصلية كما وعدوا. وأشار مندنهال إلى أنه عندما تم إطلاق سراح الرهبان واحتفظ مسؤولو ديام بأوراقهم الثبوتية. وأدى ذلك إلى إعادة اعتقالهم عند محاولتهم مغادرة العاصمة. ثم تم تصنيف الرهبان على أنهم فيت كونغ لأنهم لم يكن لديهم أوراق هوية حكومية. مع انتشار أخبار هذه التكتيكات في جميع أنحاء العاصمة ولجأ بعض الرهبان إلى منازل ضباط جيش جمهورية فيتنام في سايغون. أصر مندنهال على أن الولايات المتحدة هي المسؤولة عن الوضع لأنها ساعدت عائلة Ngo على اكتساب السلطة وتسليحها ومولتها. لقد استنتج أنه عندما استخدم ديم الأسلحة ضد شعبه فإن واشنطن تشارك أيضًا المسؤولية. وذكر أن «رفض التصرف سيكون بمثابة تدخل في شؤون فيتنام بقدر التدخل».

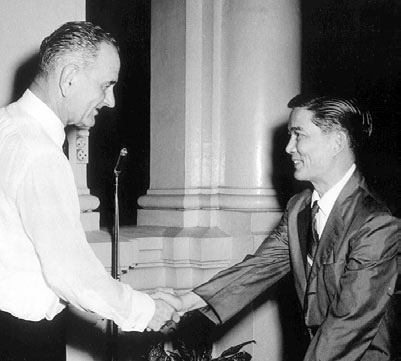
نجو أونه نهو (في الصورة على اليمين) يلتقي بنائب الرئيس الأمريكي ليندون جونسون

وفقًا لأوراق البنتاغون «كان الفشل الخطير لكلا التقريرين هو فهم الدور السياسي الأساسي الذي كان الجيش قادمًا ليلعبه في فيتنام». وخلصت الأوراق إلى أن الجيش الفيتنامي كانت المؤسسة الوحيدة القادرة على عزل واستبدال ديم. أدرك ديام ونو تمامًا التهديد المحتمل و  استجابوا بنموذج فرق تسد. لقد اغتصبوا امتياز ترقية الضباط الكبار وعينوا جنرالات على أساس الولاء للقصر وأعطوا الأوامر مباشرة للضباط. تسبب هذا الإجراء في انعدام ثقة عميق بين كبار الضباط وتشتت سلطتهم. فشل كرولاك في إدراك أنه إذا تدهور الوضع إلى درجة أن الاستياء من ديام أدى إلى احتمال انتصار شيوعي فإن الجنرالات سيتدخلون في السياسة بسبب ما سيحدث لهم في ظل الحكم الشيوعي. لا يبدو أن كرولاك ولا ميندنهال يتوقعان أنه في حالة وصول المجلس العسكري إلى السلطة فإن التأثير الانقسام لسياسات الترويج لدييم سوف يتجلى في تنافس الجنرالات على السلطة. لم يركز أي منهما على الآثار الضارة التي كان يمكن أن تنتج عن الاقتتال السياسي بين الجنرالات.
أثناء اجتماع مجلس الأمن القومي أثار فريدريك نولتينغ - الذي سبق لودج كسفير للولايات المتحدة في جنوب فيتنام - مشكلة مع تحليل مندنهال. نظرًا لكونه مدافعًا عن ديام و  أشار نولتينغ إلى أن ميندنهال كان متشائمًا بشأن جنوب فيتنام لعدة سنوات. عزز ميكلين وجهة نظر مندنهال ودفعها إلى أبعد من ذلك ودعا الإدارة إلى ممارسة ضغط مباشر على سايغون من خلال تعليق المساعدات غير العسكرية في محاولة لإحداث تغيير في النظام. وبكلمات ميكلين قائلاً «سيكون هذا خطرا لا مفر منه. لم تكن هناك طريقة للتأكد من كيفية تطور الأحداث. كان من الممكن وعلى سبيل المثال أن تنقسم القوات الفيتنامية إلى فصائل متحاربة أو أن الحكومة الجديدة ستكون غير كفؤة و / أو غير مستقرة لدرجة أن الجهد ضد الفيتكونغ سينهار. لذلك يجب على الولايات المتحدة أن تعقد العزم الآن على إدخال قوات قتالية أمريكية إذا لزم الأمر لمنع انتصار شيوعي وسط حطام نظام ديم». ورأت أوراق البنتاغون أن ميكلين فهم مخاطر الطغمة العسكرية التي أغفلها كرولاك وميندنهال. بغض النظر خلص ميكلين إلى أنه يجب على الولايات المتحدة المضي قدمًا في تعزيز تغيير النظام وقبول العواقب والتفكير في إدخال القوات القتالية الأمريكية لوقف انتصار محتمل لفيت كونغ.
ثم استمع اجتماع مجلس الأمن القومي إلى توقعات فيليبس القاتمة للوضع في دلتا نهر ميكونغ. وادعى أن برنامج هاملت الاستراتيجي كان عبارة عن فوضى في الدلتا ومشيرًا إلى أنه تم «تمضغهم إلى أشلاء من قبل فيت كونغ». عندما لوحظ أن فيليبس قد شهد مؤخرًا معركة في الدلتا وطلب كينيدي من فيليبس تقييمه. رد فيليبس قائلاُ «حسنًا لا أحب أن أعارض الجنرال كرولاك ولكن علي أن أخبرك سيدي الرئيس أننا لا ننتصر في الحرب وخاصة في الدلتا. القوات مشلولة وهم في ثكنات وهذا ما يحدث بالفعل في مقاطعة واحدة بجوار سايغون.»  أكد فيليبس أن إزالة نهو كان السبيل الوحيد لتحسين الوضع. أكد فيليبس أن الوسيلة الوحيدة لإزالة نهو هي إحضار العقيد إدوارد لانسديل  عميل وكالة المخابرات المركزية الذي عزز موقف ديم قبل عقد من الزمان  وهو اقتراح رفضه كينيدي. أوصى فيليبس بثلاثة تدابير:
- إنهاء المساعدة للقوات الخاصة في الجيش الفيتنامي التابعة للعقيد Lê Quang Tung ، [19] الذي أخذ أوامره مباشرة من القصر وليس من قيادة الجيش.[21] قاد تونغ الغارات على المعابد البوذية في 21 أغسطس والتي قتل فيها المئات ووقع دمار مادي واسع النطاق.[22] تم استخدام القوات الخاصة بشكل أساسي لقمع المنشقين بدلاً من محاربة الشيوعيين.[23]
- قطع الأموال عن مركز الصور المتحركة، الذي أنتج أفلامًا عن القداسة في نهوس.[19]
- متابعة الإجراءات السرية التي تهدف إلى تقسيم وتشويه سمعة تونغ واللواء تون ثينه.[19] كان دينه الحاكم العسكري لسايجون وقائد سلاح نقيب في الجيش الفيتنامي . كان دينه أصغر جنرال في تاريخ الجيش الفيتنامي ، ويرجع ذلك أساسًا إلى ولائه لعائلة نايجو.[24][25]

في المناقشة التي تلت ذلك وسأل كينيدي فيليبس عما سيحدث إذا استجاب نهو للتخفيضات عن طريق تحويل الأموال بعيدًا عن الجيش لدعم مخططاته الشخصية. عندما سأل كينيدي عما إذا كان نهو سيلقي باللوم على الولايات المتحدة في أي تدهور عسكري ناتج وأجاب فيليبس أن جيش جمهورية فيتنام سوف يثور لأن ضباط جيش جمهورية فيتنام الذين كانوا مدرجين في قوائم ضرب فيت كونغ لن يسمحوا للشيوعيين بالرحيل. قال فيليبس إنه إذا حاول نهو تحويل المساعدات العسكرية بعيدًا عن القوات لدعم مخططاته الشخصية ويمكن للأمريكيين تسليم الأموال مباشرة إلى الريف في حقائب.

### خلاف قوي

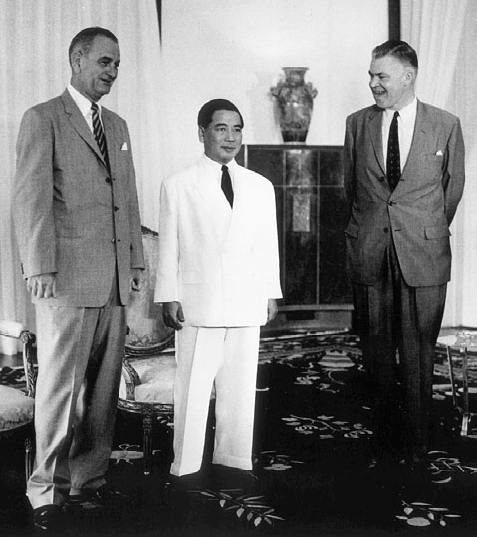
نائب الرئيس الأمريكي ليندون جونسون، رئيس RVN Ngô Đình Diệm و Frederick Nolting في القصر الرئاسي بجنوب فيتنام في عام 1961

أصبح الاجتماع مجابهة عندما قاطع كرولاك فيليبس مؤكدا أن المستشارين العسكريين الأمريكيين على الأرض رفضوا تقييمات ضابط USOM. أعترف فيليبس بأنه على الرغم من تحسن الوضع العسكري العام لم يكن هذا هو الحال في مناطق الدلتا الحيوية. وأشار فيليبس إلى أن المستشار العسكري الإقليمي في مقاطعة لونغ آن المتاخمة لسايغون وقد أبلغ أن فيت كونغ قد تجاوز 200 قرية استراتيجية في الأسبوع السابق مما أجبر القرويين على تفكيك المستوطنة. هز مكنمارا رأسه في التقارير المتباينة جذريا. عندما سخر كرولاك من فيليبس لم يعد بإمكان مساعد وزير الخارجية دبليو أفريل هاريمان كبح جماح نفسه ووصف الجنرال بأنه «أحمق لعنة». تولى فيليبس زمام الأمور دبلوماسياً من هاريمان وأكد أنها كانت معركة للسيطرة على القلوب والعقول وليس المقاييس العسكرية البحتة.
أثار ميكلين مزيدًا من القلق من خلال الدعوة إلى استخدام القوات القتالية الأمريكية لإسقاط نظام ديم والفوز بالحرب. وأكد أن الوقت قد حان لكي تمارس الولايات المتحدة ضغطًا مباشرًا لإحداث تغيير في الحكومة مهما كان بغيضه". أكد ميكلين أنه سيكون هناك رد فعل عنيف إذا تم قطع المساعدات ببساطة لذلك سيتعين على القوات الأمريكية إصلاح المشكلة بشكل مباشر. كتب ميكلين في وقت لاحق إلى رئيس المعلومات الامريكية إدوارد آر مورو ليصر على أن القوات الأمريكية سوف ترحب بالقتال في حالة حدوث تصعيد شيوعي. في رحلة العودة إلى الولايات المتحدة وأكد أن استخدام القوات القتالية الأمريكية سيشجع الانقلاب ويرفع الروح المعنوية ضد الفيتكونغ. كما دعا إلى هندسة انقلاب. ودعا الولايات المتحدة إلى إظهار المزيد من النية.
فاجأ التشاؤم الذي عبر عنه فيليبس وميكلين فريدريك نولتينغ، الذي سبق لودج كسفير للولايات المتحدة في سايغون. قال نولتينغ إن حساب فيليبس «فاجأني بشدة. لم أصدق أذني.»  أكد نولتينغ أن ميكلين كان عرضة نفسيا لغسيل المخ لأنه انفصل مؤخرا عن زوجته. في ذلك الوقت، كان ميكلين يعيش مع الصحفيين ديفيد هالبرستام ونيل شيهان من نيويورك تايمز و
يونايتد برس إنترناشيونال على التوالي. فاز كل من هالبرستام وشيهان بجوائز بوليتزر وكانا من أشد منتقدي ديام.

## ما بعد الكارثة
و إحدى الاستراتيجيات التي حظيت باهتمام متزايد في اجتماعات مجلس الأمن القومي - وكذلك في سفارة الولايات المتحدة وسايغون والكونغرس - كانت تعليق المساعدات غير العسكرية إلى ديم. بعد بث إذاعة صوت أمريكا الخاطئة في 26 أغسطس والتي أعلنت عن تعليق المساعدة، مُنح لودج السلطة التقديرية في 29 أغسطس لتعليق المساعدة إذا كان ذلك سيسهل حدوث انقلاب. في غضون ذلك وبدأ مجلس الشيوخ الأمريكي في الضغط على الإدارة لاتخاذ إجراءات ضد ديم. تم الضغط على هيلسمان من قبل اللجنة الفرعية لمجلس الشيوخ حول الشرق الأقصى. أبلغ السناتور فرانك تشيرش الإدارة بنيته تقديم قرار يدين قمع ديام المناهض للبوذية ويدعو إلى إنهاء المساعدة ما لم يتم تأسيس المساواة الدينية. أدى ذلك إلى موافقة تشيرش على تأخير تقديم مشروع القانون مؤقتًا لتجنب إحراج الإدارة.
أثناء تواجد الوفد في فيتنام، تمت مناقشة استراتيجية استخدام تعليق انتقائي للمساعدة للضغط على ديم لإنهاء التمييز الديني في وزارة الخارجية. في مقابلة تلفزيونية في 8 سبتمبر وحذر مدير المعونة الأمريكية ديفيد بيل من أن الكونجرس قد يقطع مساعداته لجنوب فيتنام إذا لم يغير ديم سياساته. في 9 سبتمبر وتراجع كينيدي عن تعليقات بيل قائلاً «لا أعتقد أننا نعتقد أن [تخفيض المساعدات لسايجون] سيكون مفيدًا في هذا الوقت.»  في 11 سبتمبر وبعد يوم من تقديم كرولاك وميندنهال لتقريريهما عكس لودج موقفه. في برقية طويلة إلى واشنطن دعا إلى النظر في استخدام تعليق المساعدات غير العسكرية لإثارة الإطاحة بديم. خلص لودج إلى أن الولايات المتحدة لا تستطيع الحصول على ما تريده من ديام واضطرت إلى إجبار الأحداث على الوصول إلى ذروتها. بعد اجتماع آخر بالبيت الأبيض في نفس اليوم، أُبلغ السناتور تشيرش أن مشروع القانون الخاص به مقبول، لذلك قدم التشريع إلى مجلس الشيوخ.
اجتمع مجلس الأمن القومي مجددًا في 17 سبتمبر للنظر في اقتراحين من مقترحات هيلسمان للتعامل مع ديم. كانت الخطة التي يفضلها هيلسمان وزملاؤه في وزارة الخارجية هي «مسار الضغوط والإقناع». تضمن ذلك سلسلة متصاعدة من الإجراءات على المستويين العام والخاص، بما في ذلك تعليق المساعدة الانتقائي والضغط على ديم لإزالة نهو من السلطة. كان البديل هو «المصالحة مع مسار GVN المعاد تأهيله» والذي تضمن الظهور العلني للرضوخ لأفعال ديم الأخيرة ومحاولة إنقاذ أكبر قدر ممكن من الموقف. افترض كلا الاقتراحين أن انقلاب جيش جمهورية فيتنام لم يكن وشيكًا. وشهد التقرير غير الحاسم إرسال بعثة متابعة إلى فيتنام، مهمة ماكنمارا-تايلور بقيادة وزير الدفاع روبرت ماكنمارا ورئيس هيئة الأركان المشتركة ماكسويل دي تيلور.

## ملحوظات
1. ↑  Jacobs, pp. 142–143.
2. ↑  Jacobs, pp. 144–145.
3. ↑  Jacobs, pp. 147–149.
4. ↑  Jacobs, pp. 152–154.
5. ↑  Jacobs, pp. 160–163.
6. 1 2 3 4 5 6 7 8  The Overthrow of Ngo Dinh Diem, May–November, 1963. أوراق البنتاغون. دانيال إلسبيرغ. ص. 201–276. مؤرشف من الأصل في 2022-07-08. اطلع عليه بتاريخ 2008-05-21.
7. 1 2 3 4  Jones, pp. 356–357.
8. 1 2 3 4 5 6 7 8 9 10 11  The Overthrow of Ngo Dinh Diem, May–November, 1963. أوراق البنتاغون. دانيال إلسبيرغ. ص. 201–276. مؤرشف من الأصل في 2008-04-24. اطلع عليه بتاريخ 2008-05-21.
9. 1 2 3 4 5 6 7  Tucker, p. 263.
10. 1 2 3 4 5 6 7 8 9 10  Jones, p. 357.
11. ↑  Jacobs, pp. 86–87.
12. ↑  Jacobs, pp. 111–112.
13. ↑  Tucker, p. 290.
14. ↑  Karnow, pp. 246, 250.
15. 1 2 3 4  Hammer, p. 208.
16. 1 2 3 4  Jones, p. 358.
17. 1 2  Karnow, pp. 252–253.
18. ↑  Tucker, p. 308.
19. 1 2 3 4 5 6 7  Jones, pp. 358–359.
20. ↑  Tucker, p. 220.
21. ↑  Hammer, p. 130.
22. ↑  Jones, pp. 297–298.
23. ↑  Tucker, p. 227.
24. ↑  Tucker, p. 404.
25. ↑  Jacobs, p. 169.
26. 1 2 3 4  Jones, p. 359.
27. 1 2 3 4  Jones, p, 360.
28. ↑  Jacobs, p. 130.
29. ↑  Karnow, p. 312.
30. 1 2 3  Hammer, pp. 213–214.